# Trade Daring
O Trade Daring foi um navio cargueiro tipo graneleiro de bandeira cipriota registrado em Limassol, cujo casco se partiu ao meio após o navio ser parcialmente carregado com minério de ferro e manganês no terminal de Ponta da Madeira, da então CVRD, em São Luís em 1994.

## História
O navio graneleiro tinha 9 porões e capacidade total de 145 mil toneladas de carga e seria carregado com 55 mil toneladas de manganês e 75 390 mil toneladas de ferro, totalizando 139 mil toneladas previstas.
Às 19h15 de 11 de novembro, em pleno procedimento de carga e já com 83 mil toneladas de granel a bordo, o casco do navio se partiu à altura dos porões 3 e 4. Os tripulantes foram imediatamente evacuados e ninguém se feriu. Segundo o comandante, a altura do carregador do terminal e a velocidade de carga teriam comprometido a estrutura da embarcação. Há também especulações de que o acidente teria sido premeditado, mas de fato, até hoje, não se sabe de quem é a culpa do acidente.
As duas partes do navio afundaram parcialmente, bloqueando o píer I por mais de um mês, sendo usadas bombas de sucção, dragas e mergulhadores para a retirada da carga do navio. Durante esse período, o píer I do terminal de Ponta da Madeira ficou paralisado devido ao bloqueio. A consequência disso foi a inédita decisão de transferir os compromissos do Terminal de Ponta da Madeira (Sistema Norte) para o Porto de Tubarão, no Espírito Santo (Sistema Sul). Isso resultou em graves prejuízos à CVRD, que não pôde carregar por completo navios de grande porte como o Berge Stahl em Tubarão e teve de pagar despesas extras das embarcações, já que a mudança de sistema significava um acréscimo de 1 500 milhas à viagem.
A empresa holandesa Smit foi contratada para reflutuar as duas partes, o que foi feito 35 dias após o acidente. Depois, as partes foram dinamitadas e afundadas em mar aberto.